# Munitionsdepot Mosdok
Das Munitionsdepot Mosdok ist ein russisches Munitionslager etwa 10 km westlich der Stadt Mosdok in Nordossetien. Es ist das 68. Arsenal der Hauptverwaltung für Raketen und Artillerie (GRAU). Es ist modernisiertes Lager mit einer Fläche von 2,2 km². Es befindet sich etwa 700 Kilometer von der Grenze zur Ukraine entfernt.